# Acetylglycinamide chloral hydrate
Acetylglycinamide chloral hydrate là thuốc thôi miên/an thần. Nó là sự kết hợp của acetylglycinamide và chloral hydrate.